# Eogonatus tinro
Eogonatus tinro är en bläckfiskart som först beskrevs av Nesis 1972.  Eogonatus tinro ingår i släktet Eogonatus och familjen Gonatidae. Inga underarter finns listade i Catalogue of Life.